# Push (Bros)
Push (UK #2) è il primo album in studio dei Bros. 
Uscito a marzo del 1988, porterà i Bros (non ancora ventenni) a suonare per tutto il mondo (America esclusa) e venderà oltre 6 milioni di copie. Push resta l'unico album dei Bros in cui abbia suonato anche Craig Logan, che lascerà la band a inizio 1989.
Il disco ha prodotto una manciata di singoli che hanno fatto breccia nel passaggio radiofonico e nella rotazione di MTV: When Will I Be Famous, Drop The Boy, I Owe You Nothing, I Quit e Cat Among The Pigeons.
A corollario, a ridosso del Natale, venne proposto come "stand - alone" il singolo Silent Night. 

## Le canzoni
A far sprintare l'album sono stati senza dubbio i singoli. 
Tutti realizzati e prodotti da Nicky Graham (così come ogni traccia all'interno del disco), hanno contraddistinto il 1988 posizionando i Bros come fenomeno musicale di quell'anno.
Negli anni a venire, i membri della band nelle rispettive biografie rimarcarono un certo disagio patito in sala di registrazione, laddove Graham aveva programmato i brani al sintetizzatore ragion per cui bassista e batterista stettero sostanzialmente a guardare.
Per contro, Matt Goss diede sfoggio ad interpretazioni di livello, con un timbro assimilabile e contaminato a quelli di Michael Jackson, Stevie Wonder e George Michael.
When Will I Be Famous? e I Owe You Nothing ebbero una genesi lenta: la prima pubblicazione non ebbe molta attenzione, la ristampa invece li sospinse in cima alla classifica britannica. 
Eterogeneo e curato nei dettagli, Push consolidò il fenomeno Bros in tutta Europa, in Australia e in oriente. 

## Tracce
1. When Will I Be Famous ?
2. Drop the Boy
3. Ten out of Ten
4. Liar
5. Love to Hate You
6. I Owe You Nothing
7. I Quit
8. It's a Jungle out There
9. Shocked
10. Cat Among the Pigeons